# Абезьёль
Абезьёль (устар. Абезь-Иоль) — река в Шурышкарском районе Ямало-Ненецкого АО. Исток — озеро Абезь, устье реки находится в 181 км от устья Сыни по правому берегу. Длина реки составляет 23 км.

## Данные водного реестра
По данным государственного водного реестра России относится к Нижнеобскому бассейновому округу, водохозяйственный участок реки — Обь от впадения реки Северная Сосьва до города Салехард, речной подбассейн реки — бассейны притоков Оби ниже впадения Северной Сосьвы. Речной бассейн реки — (Нижняя) Обь от впадения Иртыша.
Код объекта в государственном водном реестре — 15020300112115300030145.